# Paterna del Río
Paterna del Río è un comune spagnolo  situato nella comunità autonoma dell'Andalusia.